# Svetlana Khodchenkova
Svetlana Viktorovna Khodchenkova (em russo:  Светла́на Ви́кторовна Хо́дченкова, nascida em 21 de janeiro de 1983) é uma atriz russa  de teatro, cinema e televisão. Em 2008 ganhou o prêmio do Festival de Cinema Polonês na categoria de melhor atriz pelo filme Mała Moskwa.